# Hermann Rauschning
Hermann Adolf Reinhold Rauschning (7. srpna 1887 Toruň – 8. února 1982 Portland) byl německý konzervativní politik, který byl krátce členem NSDAP. V letech 1933–1934 byl předsedou senátu Svobodného města Gdaňsk. V roce 1934 se vzdal členství v nacistické straně a v roce 1936 emigroval z Německa. Nakonec se usadil ve Spojených státech a začal otevřeně odsuzovat nacismus. Rauschning se proslavil hlavně knihou Gespräche mit Hitler (v češtině vydáno pod titulem Mluvil jsem s Hitlerem, v USA jako Voice of Destruction, v Británii Hitler Speaks), ve které rekonstruoval ze svých poznámek rozmluvy s Adolfem Hitlerem a s jeho nejužším okruhem nacistů.